# (5754) 1992 FR2
(5754) 1992 FR2 es un asteroide perteneciente al cinturón de asteroides descubierto el 24 de marzo de 1992 por Seiji Ueda y el astrónomo Hiroshi Kaneda desde el Kushiro Marsh Observatory, Hokkaido, Japón.

## Designación y nombre
Designado provisionalmente como 1992 FR2.

## Características orbitales
1992 FR2 está situado a una distancia media del Sol de 2,266 ua, pudiendo alejarse hasta 2,588 ua y acercarse hasta 1,945 ua. Su excentricidad es 0,141 y la inclinación orbital 5,537 grados. Emplea 1246,73 días en completar una órbita alrededor del Sol.

## Características físicas
La magnitud absoluta de 1992 FR2 es 12,9. Tiene 6,337 km de diámetro y su albedo se estima en 0,277. 